# 광주광산경찰서
광주광산경찰서(光州光山警察署, Gwangju Gwangsan Police Station)는 광주광역시경찰청이 관할하는 경찰서 중 하나이다. 광주광역시 광산구 일대를 관할한다. 광주광역시 광산구 어등대로 551에 위치하고 있다.
서장은 경무관으로 보한다.

## 연혁
- 1946. 04. 15	광주경찰서 관할구역에서 승격(광산경찰서)
- 1946. 05. 21	개서식 거행
- 1946. 11. 05	청사 이전(광산군 송정읍 명동소재)
- 1976. 01. 29	광산경찰서 신축준공(광산구 송정동 817-5)
- 1984. 06. 15	광산경찰서 증축 (3층 사무실 40평 이식재 사장 100만원 희사)
- 1987. 12. 25	경찰서 3층 증축 (40평), 숙영시설(별관) 신축 (360평)
- 1991. 08. 01	광주광산경찰서로 개칭(대통령령 13431호)
- 2005. 09. 30	광주광산경찰서 청사 이전 신축(광산구 운수동 60-6)
- 2018. 03. 30   경찰서장의 계급이 총경에서 경무관으로 승격.

## 조직
| - 청문감사실 - 종합민원실 - 112종합상황실 - 경무과 - 경무계 - 경리계 - 정보화장비계 | - 생활안전과 - 생활안전계 - 생활질서계 - 수사과 - 수사지원팀 - 지능범죄수사팀 - 경제팀 - 사이버범죄수사팀 | - 형사과 - 형사지원팀 - 과학수사팀 - 강력계 - 형사계 - 실종수사팀 | - 경비교통과 - 경비작전계 - 교통관리계 - 교통조사계 - 교통안전계 | - 정보보안과 - 정보계 - 보안계 - 외사계 - 공항실 | - 여성청소년과 - 여성보호계 - 아동청소년계 |

## 관할 파출소 및 지구대
광주광산경찰서는 4개의 지구대와 9개의 파출소를 산하에 두고 있다.
| 명칭       | 사진 | 주소                  | 관할구역 | 치안센터 |
| ---------- | ---- | --------------------- | -------- | -------- |
| 수완지구대 |      | 수완로 63             |          |          |
| 월곡지구대 |      | 사암로 274            |          |          |
| 우산지구대 |      | 사암로106길 3         |          |          |
| 도산파출소 |      | 상무대로 93           |          |          |
| 송정파출소 |      | 상무대로 324          |          |          |
| 첨단지구대 |      | 첨단중앙로106길 65-15 |          |          |
| 비아파출소 |      | 비아중앙로31번길      |          |          |
| 본량파출소 |      | 용진로 395            |          |          |
| 삼도파출소 |      | 삼도로 341-3          |          |          |
| 임곡파출소 |      | 하림길 1              |          |          |
| 하남파출소 |      | 고봉로 124            |          |          |
| 평동파출소 |      | 평동로 790-16         |          |          |
| 동곡파출소 |      | 동곡로 155            |          |          |

## 같이 보기
- 경찰청